# Jan Peucker

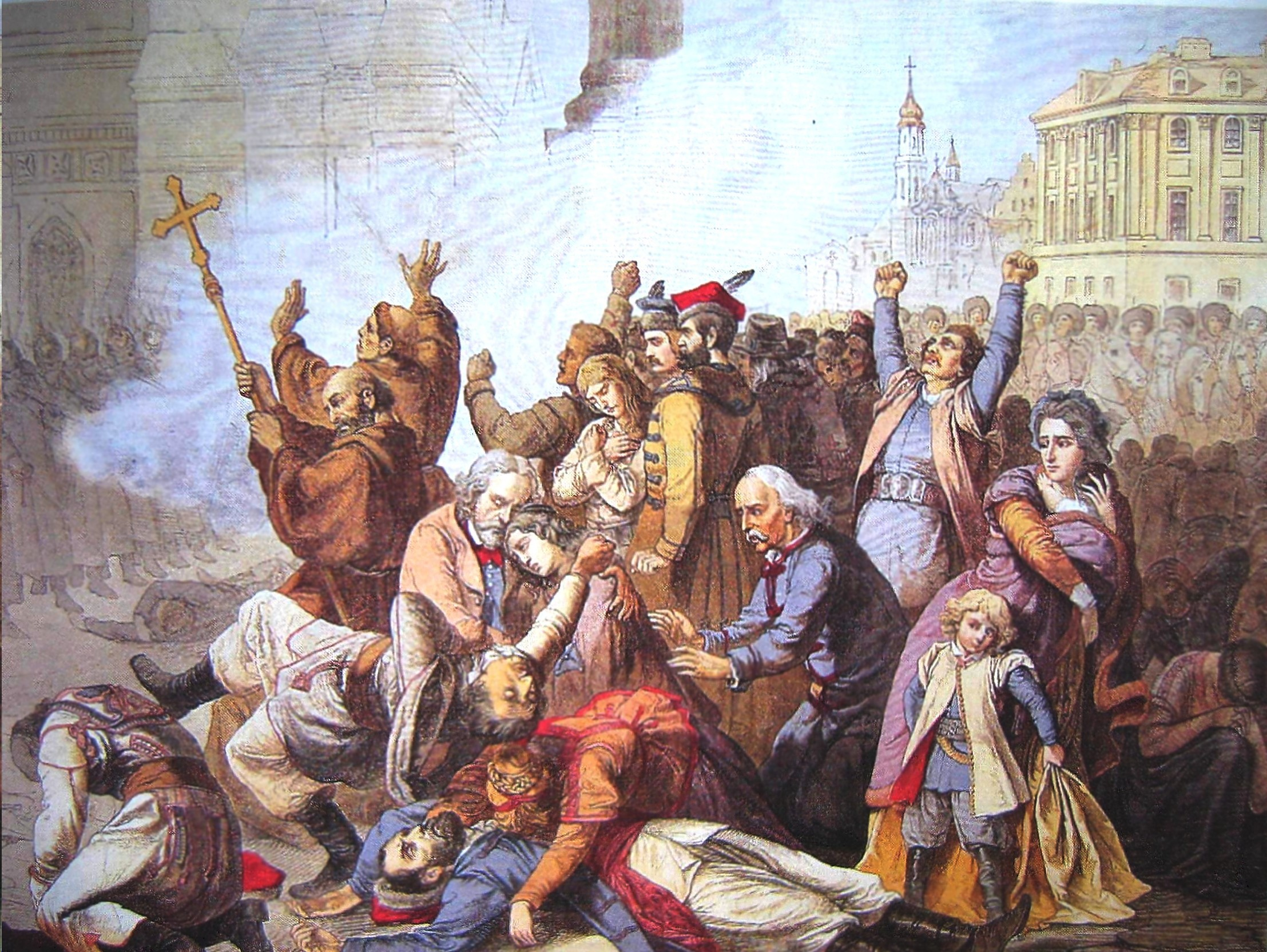
Wojsko rosyjskie strzela do polskich manifestantów na Placu Zamkowym w Warszawie, 8 kwietnia 1861 roku

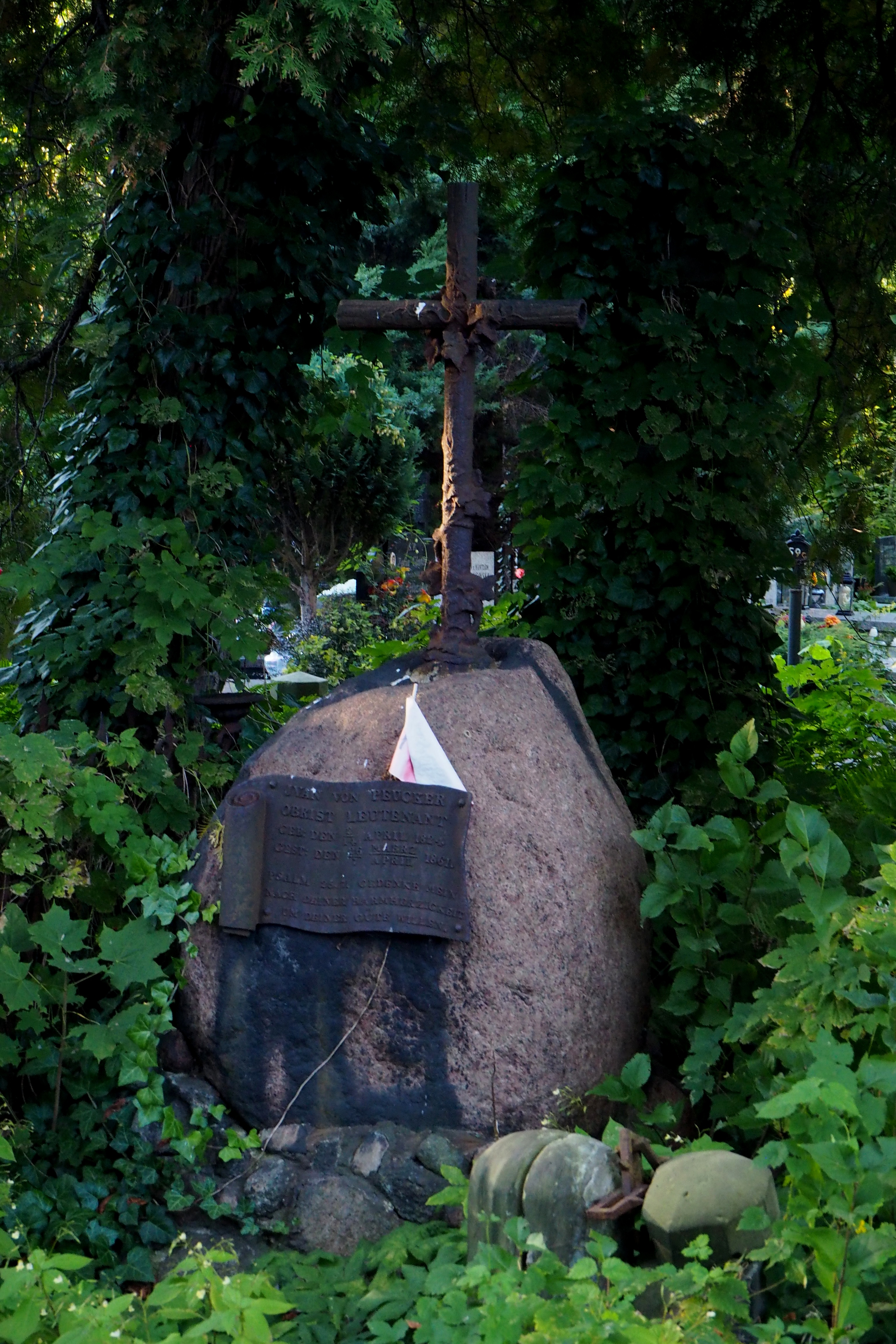
Grób Jana Peuckera na cmentarzu ewangelicko-augsburskim przy ul. Młynarskiej w Warszawie

Jan Peucker, także Peiker, Peyker (ur. 14 kwietnia 1824 w Kurlandii, zm. 7 kwietnia 1861 w Warszawie) – oficer rosyjski; popełnił samobójstwo, nie chcąc strzelać do manifestantów podczas patriotycznego pochodu w Warszawie.

## Życiorys
Kurlandczyk, syn Teodora, służył w Zarządzie Kwatermistrzostwa Wojsk Rosyjskich w stopniu podpułkownika. Z racji wysokiej rangi był zorientowany w planach użycia wojska przeciwko spodziewanej manifestacji mieszkańców Warszawy, protestujących przeciwko rozwiązaniu Towarzystwa Rolniczego. Manifestacja warszawiaków 7 kwietnia 1861 ruszyła spod siedziby zlikwidowanego Towarzystwa przy placu Ewangelickim (późniejszy plac Małachowskiego), kierując się w stronę placu Zamkowego. Nie chcąc uczestniczyć w masakrze cywilów, Peucker zastrzelił się na terenie Zamku Warszawskiego; zaskoczony jego czynem namiestnik Gorczakow wydał polecenie wycofania wojska do koszar, co pozwoliło na spokojne opuszczenie placu przez uczestników manifestacji i uniknięcie ofiar.

Samobójstwo Peuckera uczyniło go bohaterem mieszkańców Warszawy. Jego postawę wspominał m.in. Oskar Awejde jeszcze kilka lat po powstaniu styczniowym, wskazując, że społeczeństwo polskie, a nawet naród rosyjski, zostały napełnione wówczas nadzieją na wyzwolenie spod ucisku carskiego. Innej formy protestu oczekiwał rosyjski, emigracyjny rewolucjonista Aleksandr Hercen, który pisał: 

Wieczne odpoczywanie, to bohater, ale dlaczego strzał ten został oddany w czystą pierś? Jeśli już strzelać, to lepiej do tych generałów, którzy każą rozstrzeliwać bezbronnych.

Peucker został pochowany na cmentarzu ewangelicko-augsburskim przy ul. Młynarskiej 54 na warszawskiej Woli (aleja D, grób 85). Jego nagrobek stał się miejscem pielgrzymek warszawiaków. Pogrzeb znanego warszawskiego kupca Edwarda Andrzeja Koelichena (15 kwietnia 1861) wykorzystano, by grób Peuckera udekorować naręczami kwiatów; wydarzenia te stały się przyczyną decyzji carskiego generała-gubernatora Fiodora Paniutina, by ograniczyć udział w uroczystościach pogrzebowych w Warszawie wyłącznie do członków rodzin osoby zmarłej. Pamięć Peuckera uhonorowano także wybiciem w Warszawie srebrnego medalu z nazwiskiem i datą samobójczej śmierci na awersie oraz z krzyżem, złamaną szpadą w cierniowej koronie i napisem na rewersie: Za cnotliwy czyn.